# Potentilla neumanniana
Potentilla neumanniana là loài thực vật có hoa trong họ Hoa hồng. Loài này được Rchb. miêu tả khoa học đầu tiên năm 1832.

## Hình ảnh

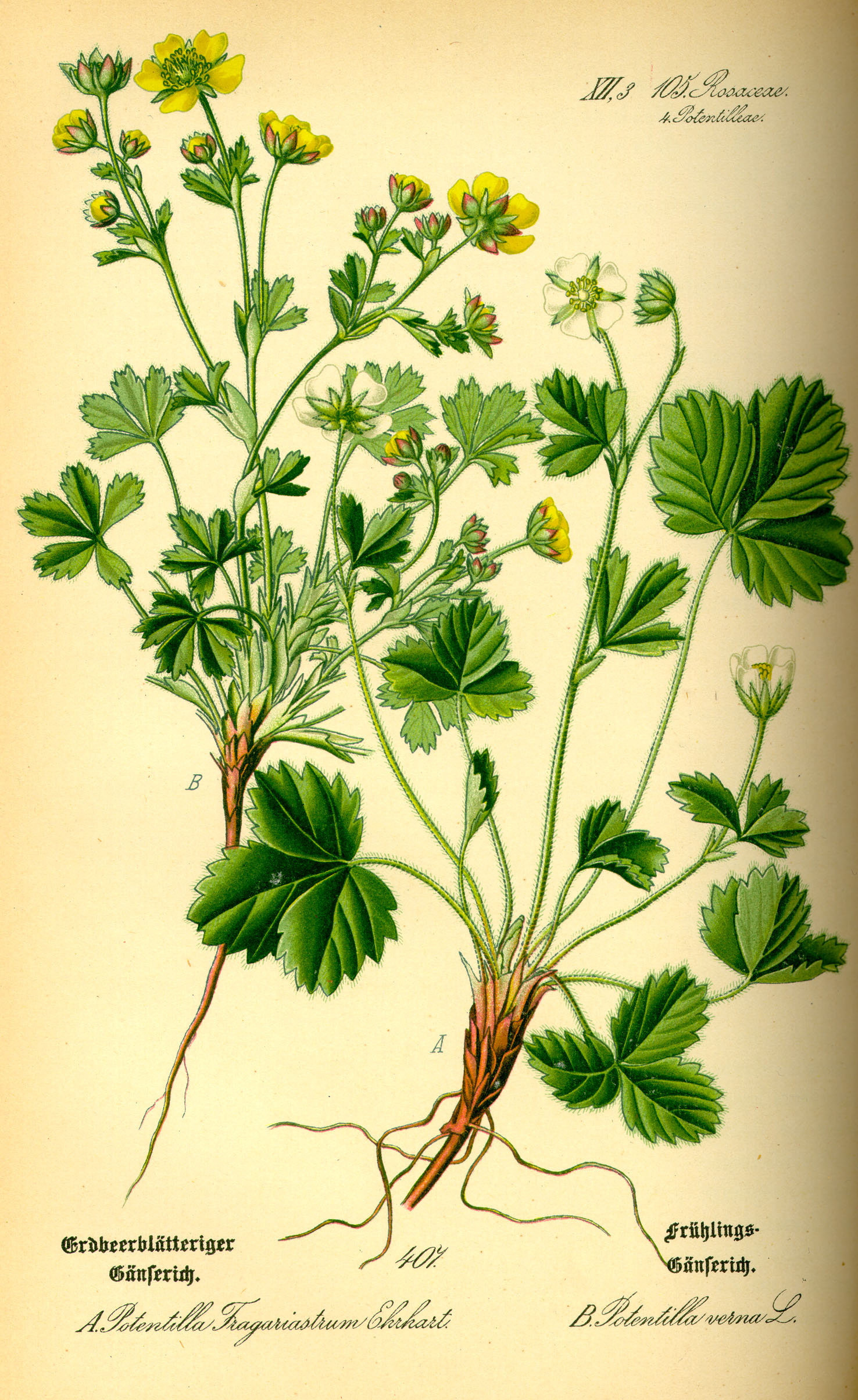
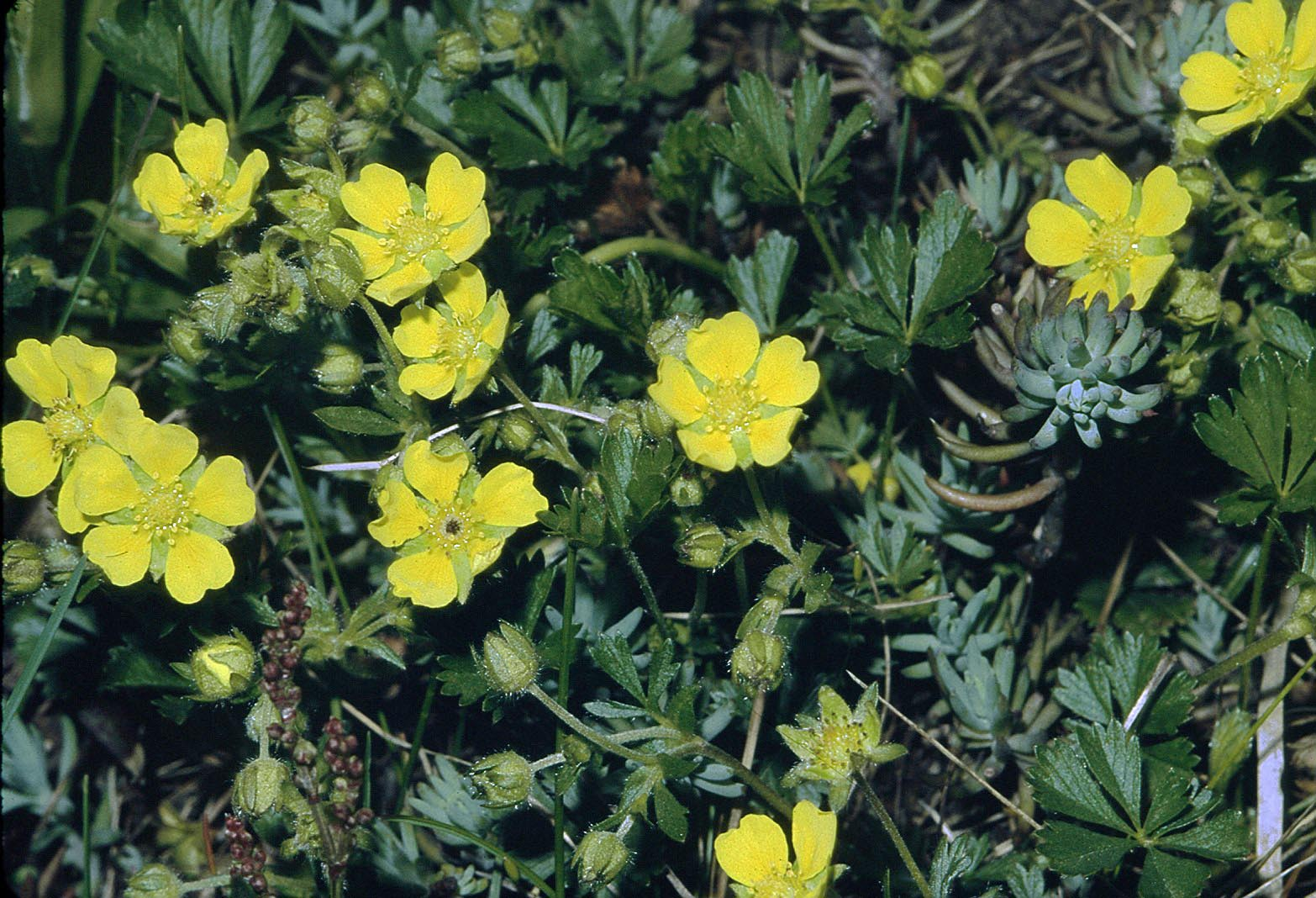
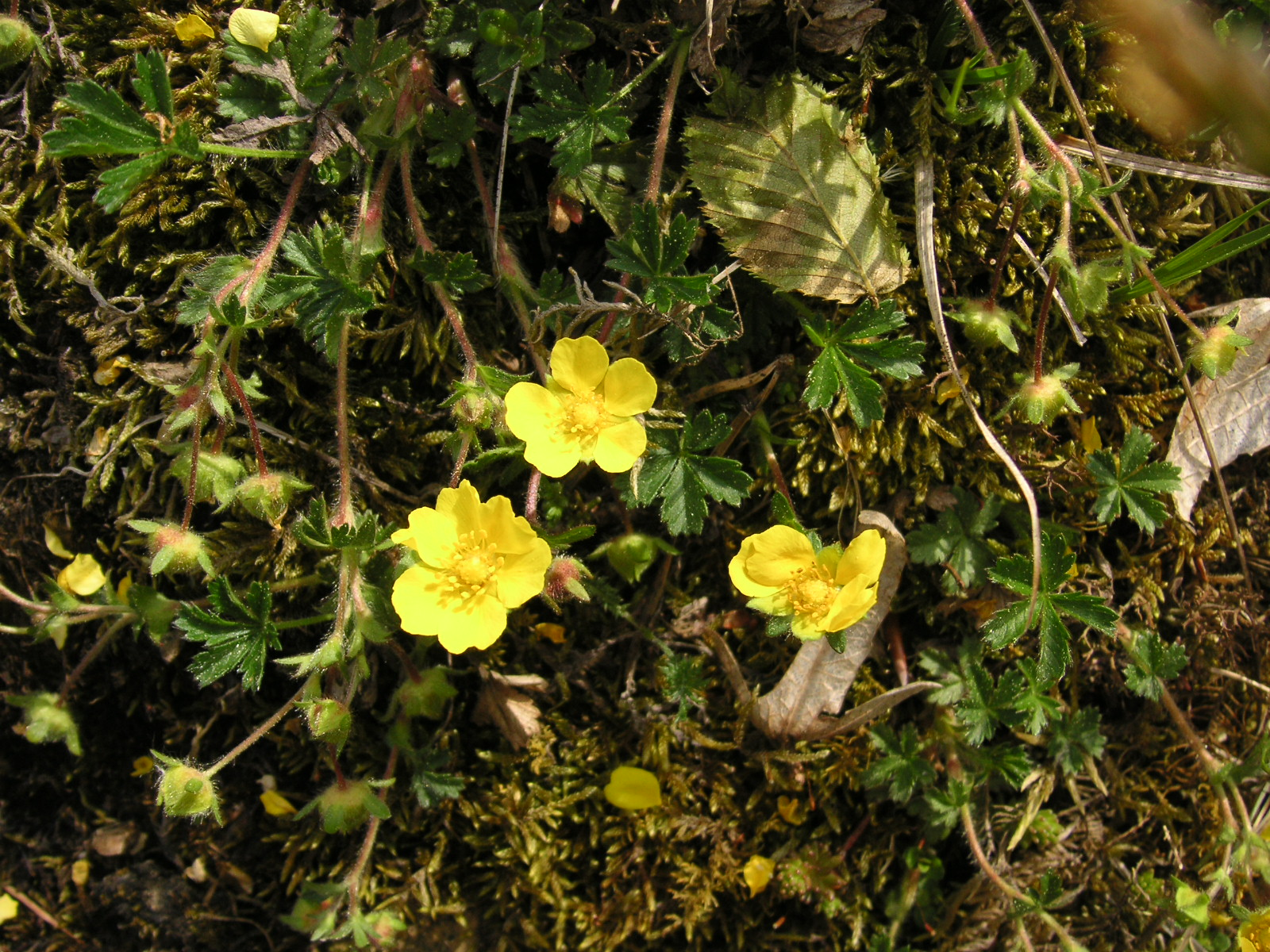